# Видеоигра за един играч
Видео игра за един играч е видеоигра, при която се очаква действие само от един играч по време на игралната сесия. Играта за един играч обикновено е игра, която се играе само от един човек, докато „режим за един играч“ обикновено е режим на игра, предназначен да се играе от един играч, въпреки че играта съдържа и режими за много играчи.
Повечето съвременни конзолни и аркадни игри са проектирани така, че да могат да се играят от един играч; въпреки че много от тези игри имат режими, които позволяват на двама или повече играчи да играят (не непременно едновременно) – много малко всъщност изискват повече от един играч, за да се играе играта. Поредицата Unreal Tournament е един пример за това.

## История
Най-ранните видео игри, като Tennis for Two (1958), Spacewar! (1962) и Pong (1972) са били симетрични игри, предназначени да се играят от двама играчи. Игрите за един играч придобили популярност едва след това, с ранните заглавия като Speed Race (1974) и Space Invaders (1978).
Причината за това, според Раф Костър, се дължи на комбинация от няколко фактора: все по-сложни компютри и интерфейси, които позволявали асиметричен геймплей, кооперативен геймплей и разказване на истории в рамките на игрите, съчетани с факта, че по-голямата част от ранните играчи имали интровертни типове личност (според показателя на типа на личността на Майерс-Бригс).
Въпреки че повечето съвременни игри инкорпорират елементи за един играч или като основен, или като един от няколко режима на игра, игрите за един играч в момента се разглеждат от индустрията на видеоигрите като периферни на бъдещето на игрите, като вицепрезидентът на Електроник Артс Франк Гибо заявява през 2012 г., че не би одобрил една игра да бъде разработена като игра за един играч.
Въпросът за финансовата приложимост на AAA игри за един играч беше повдигнат след закриването на Visceral Games от Electronic Arts (EA) през октомври 2017 г. Visceral бе студио, което се установи с насочване на вниманието си върху силен наративен фокус в игра за един играч с Dead Space и по време на затварянето си работеше върху линейната игра за един играч Star Wars; последвайки затварянето, EA обяви, че ще поведе играта в различна посока, по-специално като „по-обширно преживяване, което позволява повече разнообразие и агенция на играчите“. Много коментатори смятат, че EA е направила промяната, тъй като няма увереност, че студио с бюджет в AAA-мащаб може да произведе печеливша игра за един играч, базирана на популярния франчайз на Star Wars. Успоредно с това, сравнително слабите продажби на игри през предходната година, които са били предимно AAA-игри за един играч (Resident Evil 7, Prey, Dishonored 2 и Deus Ex: Mankind Divided) в сравнение с финансово успешните мултиплейър игри и игри от модела „игри като услуга“ (Overwatch, Destiny 2 и Star Wars Battlefront 2) са били показатели на мнозина, че моделът игра за един играч на AAA пазара намалява. Манвеер Хеир, който бе напуснал EA след като завърши работата си по дизайна на геймплейя за Mass Effect Andromeda, призна, че настроението вътре в EA е против разработването на игри за един играч, и със затварянето на Visceral, „линейната трипъл-A игра за един играч в EA засега е мъртва". Bethesda, на 7 декември 2017 г., реши да си сътрудничи с Линда Картър, за да пусне „съобщение за обществена безопасност“, за да „спаси“ игрите за един играч.
Няколко години по-късно през 2021 г. се съобщи, че EA е възродила интереса си към игрите за един играч след успешното пускане на пазара на Star Wars Jedi: Fallen Order през 2020 г. Компанията все още планирала да пусне игри с мултиплейър компоненти, но започнала да преглежда своя IP каталог, за да възроди повече заглавия за един играч, като римейк на франчайза Dead Space. Приблизително по същото време, ръководителят на Xbox Game Studios Фил Спенсър сподели, че те все още виждат място за наративно-водени игри за един играч, въпреки че финансовите двигатели на пазара обикновено са „лайв-сървис“ игри. Спенсър каза, че разработването на такива игри с бюджети в AAA-мащаб може да бъде рисковано, но с наличността на услуги като клауд гейминг и абонаментни услуги, те могат да преценят реакцията на публиката към тези игри рано и да намалят риска преди решението да ги пуснат им на пазара.

## Елементи на играта
Тъй като историята и конфликтите в геймплея на игрите за един играч се създават от компютър, а не от човешки противник, игрите за един играч са в състояние да доставят определени игрови изживявания, които обикновено липсват или са засенчени от друго в мултиплейър игрите.

### История
Игрите за един играч разчитат повече на завладяващи истории, за да привлекат играча в преживяването и да се опитат да създадат усещане за интерес. Хората са непредсказуеми, така че на човешки играчи – съюзници или врагове – не може да се разчита да тласкат историята в определена посока и затова мултиплейър игрите са склонни да не се фокусират силно върху линеен разказ. За разлика от това, много игри за един играч са изградени около завладяваща история.

### Персонажи
Докато мултиплейър игра разчита на комуникацията човек-човек за своя конфликт, а често и за чувството за другарство между тях, играта за един играч трябва да изгражда тези неща изкуствено. Като такива, игрите за един играч изискват по-задълбочена охарактеризиране на техните персонажи (NPC), за да се създаде по-силни връзки между играчите и героите, на които те симпатизират, и да развият по-дълбока антипатия към антагонистите на играта. Това обикновено важи за ролевите игри (RPG), като Dragon Quest и поредицата Final Fantasy, чиято история предимно се ръководи от персонажите.

### Изключения
Тези елементи на играта не са твърди, фиксирани правила; пъзел игри за един играч като Tetris или състезателни игри се фокусират изцяло върху геймплея.